# Stanisław Eysmont
Stanisław Eysmont herbu Korab – skarbnik połocki w latach 1674–1676.
W 1674 roku był elektorem Jana III Sobieskiego z Księstwa Żmudzkiego.